# Kościół św. Wojciecha w Olszewie
Kościół św. Wojciecha w Olszewie – nieistniejący współcześnie rzymskokatolicki kościół parafialny w Olszewie, w rejonie bereskim, na Białorusi. 

## Historia
Kościół został wybudowany w 1809 roku z fundacji Wojciecha Pusłowskiego. Mieścił rodzinną kaplicę grobową Pusłowskich i Druckich-Lubeckich. W kaplicy pochowano m.in. Wojciecha Pusłowskiego (1833) i księcia Franciszka Ksawerego Druckiego Lubeckiego (1846), ministra skarbu Królestwa Polskiego w latach 1821-1830, którego ciało sprowadziła tam z Petersburga córka Genowefa (i jednocześnie synowa Wojciecha Pusłowskiego).
Julian Ursyn Niemcewicz w swoich pamiętnikach wzmiankował kościół „z obrazami, jakich mało jest na Litwie”. Po powstaniu styczniowym został zamieniony na cerkiew prawosławną. Świątynia uległa niemal całkowitemu zniszczeniu podczas II wojny światowej lub – wg innych źródeł – w latach 60. XX wieku. Do czasów współczesnych zachował się jedynie niewielki fragment jednej ze ścian, do którego przymocowano tablicę pamiątkową.